# 3689 Yeates
3689 Yeates è un asteroide della fascia principale. Scoperto nel 1981, presenta un'orbita caratterizzata da un semiasse maggiore pari a 2,8801005 UA e da un'eccentricità di 0,0798823, inclinata di 9,34217° rispetto all'eclittica.